# Reichertshausen
Reichertshausen ist eine Gemeinde im oberbayerischen Landkreis Pfaffenhofen an der Ilm.

## Geografie

### Lage
Die Gemeinde liegt im Westen der Bundesautobahn 9 genau auf halbem Wege zwischen München und Ingolstadt. Sie gehört zur Planungsregion Ingolstadt. Im Ort mündet der Nöbach in die Ilm. Durch die Ortsmitte von Reichertshausen führt die Bundesstraße 13.

### Gemeindegliederung
Es gibt 19 Gemeindeteile (in Klammern ist der Siedlungstyp angegeben):
- Bärnhausen (Weiler)
- Grafing (Dorf)
- Gründholm (Dorf)
- Gurnöbach (Dorf)
- Haselhof (Weiler)
- Haunstetten (Kirchdorf)
- Holzhof (Einöde)
- Ilmberg (Weiler)
- Kerum (Weiler)
- Kohlmühle (Einöde)
- Kreut (Weiler)
- Langwaid (Dorf)
- Lausham (Dorf)
- Oberpaindorf (Dorf)
- Paindorf (Kirchdorf)
- Pischelsdorf (Kirchdorf)
- Reichertshausen (Pfarrdorf)
- Salmading (Dorf)
- Steinkirchen (Pfarrdorf)

Es gibt die Gemarkungen Langwaid, Paindorf, Pischelsdorf, Reichertshausen und Steinkirchen.

## Geschichte

### Bis zum 19. Jahrhundert
Reichertshausen wurde erstmals 779 erwähnt, als eine Frau von Toza ein Bethaus errichten ließ. Als nächste Herren auf Reichertshausen wurde 1060 das Geschlecht der Babenberger nachgewiesen. In der Folge nannten sich die Schlossbesitzer von Richershusen.
Im Jahre 1334 wurden Schloss Reichertshausen und Besitzungen an einen Angehörigen der Münchner Patrizierfamilie Pütrich verkauft. Der Käufer Ludwig Pütrich erhielt 1347 von Kaiser Ludwig dem Bayern zudem die geschlossenen Hofmarksrechte und wurde als Pütrich von Reichertshausen in den Adelsstand erhoben. Auch der Ort Reichertshausen selbst gelangte so in den Besitz dieser Hofmarksherren. 1497 und 1502 wurde jeweils eine Hälfte des Besitzes von den beiden letzten Nachfahren der Pütrichs von Reichertshausen an Hans von Pfeffenhausen verkauft. Nächste Eigentümer waren ab 1607 mit Hanns Wolf von Weichs zu Steingriff die Freiherren von Weichs.
Im Zuge der Verwaltungsreformen in Bayern entstand mit dem Gemeindeedikt von 1818 die heutige Gemeinde. Inhaber der Patrimonialgerichtsbarkeit war zu dieser Zeit die Familie von Cetto. 1848 wurden durch eine königliche Verordnung die letzten Hofmarksrechte aufgehoben.

### Eingemeindungen
Im Zuge der Gebietsreform in Bayern wurde am 1. Januar 1971 im Zuge der Gebietsreform in Bayern die Gemeinde Paindorf eingegliedert. Langwaid und Pischelsdorf folgten am 1. April 1971. Gebietsteile der aufgelösten Gemeinde Steinkirchen kamen am 1. April 1975 hinzu.

### Einwohnerentwicklung
Zwischen 1988 und 2018 wuchs die Gemeinde von 4048 auf 4960 um 912 Einwohner bzw. um 22,5 %.
| Jahr      | 1961 | 1970 | 1987 | 1991 | 1995 | 2000 | 2005 | 2010 | 2015 |
| Einwohner | 2177 | 2299 | 3837 | 4358 | 4772 | 4863 | 4942 | 4896 | 5018 |

## Politik

### Gemeinderat
Die Gemeinderatswahl am 15. März 2020 ergab folgende Stimmenanteile und Sitzverteilung:
| Partei / Liste                       | Stimmenanteil | Sitze |
| ------------------------------------ | ------------- | ----- |
| CSU                                  | 32,6 %        | 5     |
| SPD                                  | 10,0 %        | 2     |
| Grüne                                | 13,5 %        | 2     |
| Unabhängige Wählergemeinschaft (UWG) | 28,8 %        | 5     |
| Freie Wähler (FW)                    | 15,0 %        | 2     |

### Bürgermeister
Erster Bürgermeister ist seit 12. Februar 2023 Benjamin Bertram-Pfister (SPD). Sein Vorgänger Erwin Renauer (UWG) musste gesundheitsbedingt sein Amt im November 2022 niederlegen.

### Wappen

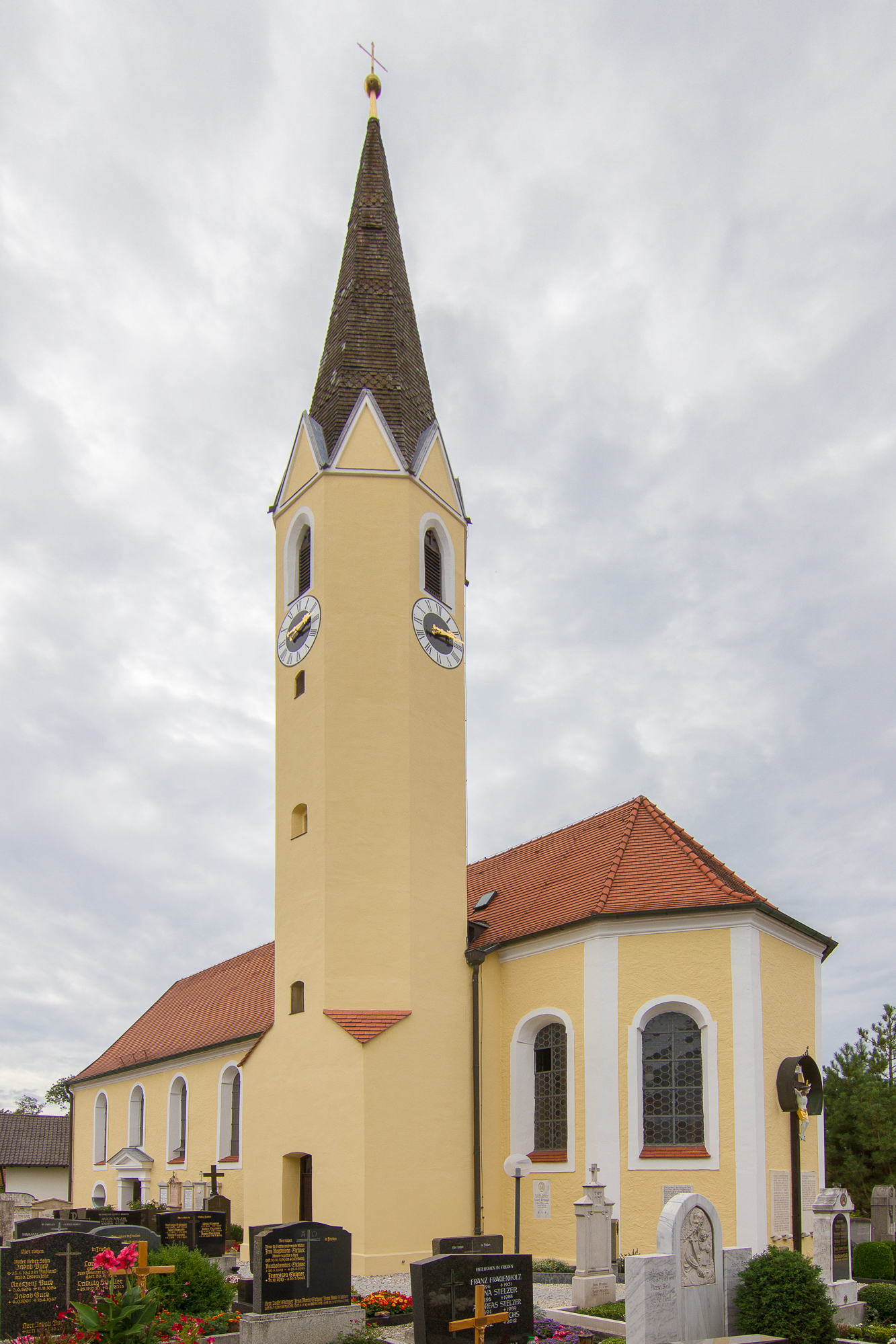
Katholische Pfarrkirche St. Stephan

| Wappen Gde. Reichertshausen | Blasonierung: „Geteilt von Silber und Blau; oben ein golden gekrönter roter Adler, unten ein goldener Zickzackbalken.“ |
| Wappen Gde. Reichertshausen | Das Wappen wird seit 1972 geführt.                                                                                     |

## Kultur und Sehenswürdigkeiten
- Volksfest: Seit 1978 jährlich zu Christi Himmelfahrt bis zum darauf folgenden Sonntag.

Siehe auch:
- Liste der Baudenkmäler in Reichertshausen
- Liste der Bodendenkmäler in Reichertshausen

## Wirtschaft und Infrastruktur

### Wirtschaft
Es gab 2018 nach der amtlichen Statistik im produzierenden Gewerbe keine und im Handel, Verkehr, Gastgewerbe 220 sozialversicherungspflichtig Beschäftigte am Arbeitsort. In sonstigen Wirtschaftsbereichen waren am Arbeitsort 263 Personen sozialversicherungspflichtig beschäftigt. Sozialversicherungspflichtig Beschäftigte am Wohnort gab es insgesamt  2227. Im verarbeitenden Gewerbe gab es keinen Betrieb, im Bauhauptgewerbe sieben Betriebe. Im Jahr 2016 bestanden zudem 36 landwirtschaftliche Betriebe mit einer landwirtschaftlich genutzten Fläche von 839 ha, davon waren 557 ha Ackerfläche und 281 ha Dauergrünfläche.
Seit mindestens den 1920er Jahren bestand in Reichertshausen ein Milchwerk. Das Werk war lange als Valveta-Werk bekannt und gehörte zur Kraft-Gruppe. 1996 verkaufte Kraft Jacobs Suchard das Milchwerk an die Käserei Stegmann. Im Mai 2010 wurde das Milchwerk endgültig geschlossen.

### Verkehr
Der Bahnhof Reichertshausen liegt auf der Bahnstrecke München–Treuchtlingen zwischen München und Ingolstadt. Es hält stündlich eine Regionalbahn.

### Bildung
Es gibt folgende Einrichtungen:
- Kindergarten Reichertshausen
- Kindergarten Steinkirchen
- Kinderkrippe Reichertshausen
- Volksschule (Grund- und Hauptschule) Reichertshausen
- Grundschule Steinkirchen

## Persönlichkeiten

### Söhne und Töchter der Stadt
- Jakob Püterich von Reichertshausen (* 1400; † 1469), Dichter, Büchersammler und herzoglich-bayerischer Rat und Amtsträger
- Johann Evangelist Müller (* 1877 in Gründholm; † 1965), 1. röm.-katholischer Bischof von  Stockholm

### Mit Reichertshausen verbunden
- Florian Simbeck (* 1971 in München), deutscher Schauspieler und Politiker (SPD); lebte zeitweise in Reichertshausen